# Eidgenössische Volksinitiative «Neuordnung der Studienfinanzierung»
Die Eidgenössische Volksinitiative «Neuordnung der Studienfinanzierung», auch als Lausanner Modell bekannt, war eine Schweizer Volksinitiative betreffend die Finanzierung der Ausbildungs- und Lebenskosten für mündige (d. h. damals über 20 Jahre alte) Schülerinnen, Schüler und Studierende.
Die Initiative wurde vom Verband der Schweizerischen Studentenschaften (VSS) zu Beginn der 1970er Jahre lanciert. Mit dem „Volksbegehren für die Schaffung einer rückzahlbaren Ausbildungsfinanzierung für Erwachsene“ forderte der VSS „eine Art Lohn für alle Studierenden“. Die durch das Modell geschaffene Chancengleichheit sollte besonders Kindern der Arbeiterklasse zugutekommen. Die Volksinitiative kam am 1. Juni 1972 zustande und wurde vom Schweizer Parlament am 22. März 1974 mit 78 zu 5 Stimmen („vor dem Hintergrund der düstere konjunkturelle Perspektiven eröffnenden Ölkrise“) zur Ablehnung empfohlen. „Die nationalrätliche Kommission forderte jedoch, « um eine wirksame Chancengleichheit durchzusetzen », mit einer Motion eine Revision des Stipendienartikels (Art. 27 quater BV) […]. In Basel und Bern lancierten Studenten Petitionen für eine Indexierung der Stipendien […].“ Am 20. Juni 1974 zog das Initiativkomitee die Initiative zurück, nachdem sich zuvor zwar eine knappe Mehrheit des VSS-Delegiertenrats gegen einen Rückzug ausgesprochen hatte, die einzelnen Studierendenschaften jedoch mehrheitlich dafür.

## Initiativtext
Artikel 27 ff
1. Jeder mündige Schweizer Bürger, der sich an einer Lehranstalt aus- oder weiterbildet, hat Anspruch auf Beiträge aus einem vom Bund zu errichtenden Fonds (Stiftung) zur vollen Deckung angemessener Ausbildungs- und Lebenskosten.
2. Die Bezüger verpflichten sich vertraglich, nach Ablauf einer angemessenen Frist, eine ihrer Finanzkraft (Einkommens- und Vermögenslage) entsprechende Rückerstattung an den Fonds zu leisten.
3. Die Verwirklichung dieser Regelung ist Bundessache.
4. Der Anspruch auf Stipendien der öffentlichen Hand, welche im Falle der elterlichen Bedürftigkeit ausgeteilt werden, fällt nur für jene weg, die nach dem neuen System zum Bezug von Beiträgen berechtigt sind. Die Kantone haben ihre Stipendiengesetze, unter Berücksichtigung einer Übergangsperiode, der zu schaffenden bundesrechtlichen Ordnung anzugleichen.
5. Die Bezüger dürfen in keiner Weise während ihrer Ausbildungszeit gegenüber den Nichtbezügern benachteiligt werden.
6. Zur Finanzierung der Institution sind Beiträge des Bundes, der Kantone entsprechend ihrer Finanzkraft sowie die Rückerstattungsgelder (gemäss Ziff. 2) vorzusehen.

## Hintergrund: Die Stipendienpolitik des VSS
„[D]er VSS war immer wieder Treiber bei der Verbesserung der Stipendiensituation und bei der Harmonisierung zwischen den Kantonen“. In den späten 1950er Jahren vertrat der Verband „das Projekt einer «umgekehrten AHV»: Alle Studierenden (ohne Rücksicht auf Bedürftigkeit und Leistung) sollten während des Studiums ein Recht auf Stipendien haben. Während der Jahre der Erwerbsarbeit sollten sie und ihre Arbeitgeber dann Beiträge als Lohnanteil in eine entsprechende Stipendienkasse einbezahlen (Koller, Elmar 1964, S. 48–49). Bekannt wurde dann vor allem das sogenannte Lausanner Modell, für das der VSS zu Beginn der 1970er Jahre eine Volksinitiative lancierte, diese aber nach der Ablehnung im Parlament zurückzog. Das Lausanner Modell sah eine Studienfinanzierung für alle Studierenden ohne Rückzahlungspflicht vor (VSS 1970; vgl. auch Jeanbourquin, Daniel 1986). Eine weitere, 1991 lancierte Volksinitiative kam nicht zustande und die jüngste Initiative zur Harmonisierung im Stipendienwesen wurde 2015 abgelehnt.“

## Inhalt des Postulats „Lausanner Modell“
Mit dem Lausanner Modell wollte der VSS damit „Hochschulstudenten, […] Absolventen des Zweiten Bildungsweges, der Höheren Technischen Lehranstalten, der Sozialschulen, der Konservatorien, der Schulen für medizinisches Hilfspersonal, der Oberseminarien usw.“ mit halbjährlichen Beiträgen das Existenzminimum gewährleisten, unabhängig von den finanziellen Mitteln der Eltern. Diese elternunabhängige Studienfinanzierung hätte erstens volljährigen Studierenden finanzielle Mündigkeit ermöglichen sollen, da Stipendien nur Zusatz zu elterlichen Aufwendungen war. Zweitens erachtete der VSS als ungerecht, dass Eltern die Hauptlast der Studien- und Lebenskosten ihrer Kinder tragen müssen, obwohl sie „nicht mehr von der Ausbildung ihrer Nachkommen [profitieren] als andere Mitglieder der Gesellschaft auch“. Mit dem Lausanner Modell forderte der VSS, dass die „Käufer“ von Wissenschaft statt der Eltern die Ausbildung finanzieren. Als drittes Argument für das Lausanner Modell zàhlte für den VSS die Ungleichheit zwischen Studierenden und Berufstätigen: „Eltern von Kindern, die fähig wären, in eine Mittelschule einzutreten, schicken diese häufig in eine Lehre, um möglichst rasch finanziell entlastet zu werden.“ Die durch das Lausanner Modell geschaffene Chancengleichheit hätte Kindern aus der Arbeiterschicht zugutekommen sollen, die aufgrund systematischer Benachteiligung an Mittelschulen untervertreten waren. Bei der Chancenungleichheit spielte gemäss VSS neben der Angst der Eltern vor finanzieller Belastung auch strengere Erziehung von Arbeitereltern aufgrund schwierigerer Lebensverhältnisse eine Rolle, die den Kindern weniger Spielraum zur freien Entscheidung liesse; dazu kämen umgangssprachbedingte Schwierigkeiten, die Schulmisserfolge mit sich brächten.
Mit dem Lausanner Modell wollte der VSS Erfahrungen sammeln, wie eine zweite Initiative, die sogenannte „Chancengleichheits-Initiative“ hätte starten können, die das Postulat Lausanner Modell an Tragweite weit überstiegen hätte. Damit kann sie als ein Vorläufer der Stipendieninitiative angesehen werden.
Das Lausanner Modell sah vor, dass die Bezüger einige Jahre nach Ausbildungsabschluss eine Eigenbeteiligung, die sich nach
ihrem Einkommen und Vermögen und dem Einkommen richtet, an Bund und Kantone (den Trägern der zu errichtenden Stiftung) zurückzahlen. Diese Eigenbeteiligung sollte „verhindern, dass einkommensstarke Berufe zusätzlich durch staatliche Ausbildungsgelder gestützt werden-wer dank seines Studiumsüberdurchschnittlich viel verdient, muss wenigstens dem grösstenteils aus Steuergeldern gespeisten Fonds denbezogenen Ausbildungsbeitrag zurückerstatten. Umgekehrt werden Berufe, die ebenfalls eine lange Ausbildungszeiterfordern, aber als einkommensschwach gelten, geschützt, indem ihre Vertreter keine oder höchstens eine teilweise Rückerstattung aufwenden müssen.“

## Stipendienpolitische Publikationen des VSS
Verschiedene Dokumentationen und Denkschriften des VSS weisen nach, dass der Verband „immer wieder Treiber bei der Verbesserung der Stipendiensituation und bei der Harmonisierung zwischen den Kantonen“ war; so veröffentlichte der VSS in den 1970er und 1980er Jahren z. B.:
- Schweizerisches Stipendienverzeichnis. Catalogue des fonds de bourses suisse. Gebr. Leemann & Co. AG., Zürich 1947, OCLC 77873140 (Frühere und spätere Ausgaben des Schweizerischen Stipendienverzeichnis wurden von Schweizerischen Verband für Berufsberatung und Lehrlingsfürsorge (1923, 1928, 1940 und 1961) und von Pro Juventute (1973) herausgegeben.).
- Denkschrift an den schweizerischen Bundesrat mit dem Ziel, den Besuch höherer Schulen und die berufliche Ausbildung zu fördern. Bern 1961, OCLC 602290380.
- Peter Widmer: Lausanner Modell (= Dokumentation VSS. Nr. 10). Informationsdienst des Verbandes der Schweizerischen Studentenschaften, Bern 1969, OCLC 78979298 (33 S.).
- Peter Widmer: Lausanner Modell: Projekt einer neuen Studienfinanzierung für mündige Schüler und Studenten (= Schriftenreihe des VSS. Nr. 1). VSS/UNES, Bern 1970, OCLC 178807358 (142 S.).
- Lukas Hottinger: Eltern–unabhängige Studienfinanzierung: prinzipielle Überlegungen zum „Lausanner Modell“. In: Orbis Scientiarum. Nr. 1, 1970, S. 39–44.
- Koordinationsgruppe Lausanner Modell: Lausanner Modell: Projekt einer neuen Art der Studienfinanzierung. In: Gewerkschaftliche Rundschau: Vierteljahresschrift des Schweizerischen Gewerkschaftsbundes. Band 63, Nr. 7–8, 1971, S. 214–218, doi:10.5169/seals-354515.
- Reihe Das Stipendienwesen:

Thomas Fehlmann, Werner G. Hoffmann: Das Stipendienwesen. Bern 1974, OCLC 602477142.
Thomas Fehlmann: Das Stipendienwesen 2. Bern 1974, OCLC 720746876.
Urs Hänsenberger: Das Stipendienwesen 3. Bern 1977, OCLC 720746880.
Urs Hänsenberger: Das Stipendienwesen 4. Bern 1978, OCLC 722107688.
- Memorandum zur Ausbildungsfinanzierung. Bern 1975.
- Erich Kuster: Memorandum zur Ausbildungsfinanzierung. Bern 1980, OCLC 83023435.
- Stipendien: Dokumentation über die nationale Versammlung vom 22. Mai 1982 in Freiburg und den Arbeitstag für Stipendien vom 7. Mai 1983 in Bern. Bern 1983, OCLC 428090988.
- Stipendien: Dokumentation zum Stipendien-Arbeitstag des VSS vom 23. Juni 1984 in Freiburg. Bern 1985.

## Sekundärliteratur
- Liberale Studentenschaft Zürich; Fortschrittliche Studentenschaft Zürich (Hrsg.): Zum Lausanner Modell (Studienfinanzierung). Zürich 1969, OCLC 80140216 (Zeitgenössische Publikation der politischen Gegnerschaft, 1968–1969).
- Elmar Koller: Die Hochschulstipendien in der Schweiz: Zur Neuregelung des Stipendienwesens. P. G. Keller, Winterthur 1964, OCLC 715901593.
- Daniel Jeanbourquin: Bourse d’études et harmonisation: l'exemple des cantons latins. Institut de hautes études en administration publique, Lausanne 1986, OCLC 716069217.
- Lucien Criblez: Bundesstaatliche Förderung und föderalistische Verantwortung: Zur Neuregelung der Stipendienpolitik in den 1960er- und 1970er-Jahren. In: Lucien Criblez, Christina Rothen, Thomas Ruoss (Hrsg.): Staatlichkeit in der Schweiz: Regieren und verwalten vor der neoliberalen Wende (= Historische Bildungsforschung. Band 2). Chronos, Zürich 2016, ISBN 978-3-0340-1363-5, S. 247–270.

## Archivquellen
- Bestand: Verband der Schweizer Studierendenschaften (1920–).   Schweizerisches Bundesarchiv.   Signatur: J2.216*.
- Bestand: Verband der Schweizerischen Studentenschaften VSS.   Schweizerisches Sozialarchiv. 1967–1974.   Signatur: Ar 10.
- Bestand: Studierendenschaft der Universität Bern.  Lausanner Modell (Stipendien, VSS). Staatsarchiv des Kantons Bern. 1973–.   Signatur: V SUB 40.
- Bestand: Nachlass Alfons Müller-Marzohl.  Bildungspolitik (1952–1991). Staatsarchiv Luzern. 1952–1991.   Signatur: PA 412.